# Begonia aeranthos
Begonia aeranthos é uma espécie de Begonia, nativa do Equador.

## Sinônimo
- Begonia grandibracteolata Irmsch.